# Banteay Kdei
Banteay Kdei (kmerski za "Citadela prostorija"), poznat i kao Citadela monaških ćelija, je kmerski budistički hram u Angkoru, Kambodža. Izgradio ga je kralj Jayavarman VII. sredinom 12. stoljeća u stilu hrama Bayon, sličan obližnjem hramu Preah Khan, ali manji i jednostavniji.
Hram se nalazi 600 m jugoistočno od hrama Ta Prohm i 3 km istočno od grada Angkor Thoma. Sastoji se od tri kvadratična obzida, jedan unutar drugog (700 x 300, 320 x 300 i 65 x 50 m), s portalima (gopura) te dvije koncentrične galerije i dvorište s "knjižnicama" i svetištem (36 x 30 m) iznad kojeg se uzdižu tornjevi (prasat). Na njegovoj istočnoj strani nalazi se ritualni budistički bazen za kupanje Srah Srang, promjera 700 x 300 m, iz 10. stoljeća.
U hramu je sve do 1960-ih bio smješten budistički samostan koji je danas poprilično propao zbog pogreške u gradnji i lošeg kvaliteta pješčenjaka od kojega je izgrađen hram. Trenutačno su u tijeku radovi na njegovoj obnovi.
Od 1992. godine, Banteay Kdei je, kao dio Angkora, na popisu svjetske baštine UNESCO-a.
- Tlocrt hrama
- Istočna vanjska gopura
- Unutrašnjost drugog obzida
- Gopura svetišta
- Bareljefi s apsarama